# Vial (isola)
L'isola di Vial, chiamata anche Wei e Jacquinot, è un'isola della Papua Nuova Guinea, che si trova a nord della Nuova Guinea.
Amministrativamente fa parte della Provincia di Sepik Est appartenente alla Regione di Momase.